# Tárique ibne Ziade (Argélia)
Tárique ibne Ziade (em árabe: تاشتة زقاغة, lit. 'Tarik Ibn Ziad') é uma cidade localizada na província de Aïn Defla, no norte da Argélia. Sua população era de 23 397 habitantes, em 2008.